# 斎藤司 (お笑い芸人)
斎藤 司（さいとう つかさ、1979年2月15日 - ）は、日本のお笑いタレント。トレンディエンジェルのボケ担当。
神奈川県横浜市出身（生まれは東京都町田市）。吉本興業所属。NSC東京校10期生。『Ray』専属モデル。

## 略歴
東京都町田市で生まれ、神奈川県川崎市宮前区鷺沼在住を経て横浜市青葉区青葉台育ち。
横浜市立奈良中学校、日本大学高等学校、日本大学商学部商業学科卒業。青葉台の隣町出身の長瀬智也に影響されてジャニーズ事務所へ履歴書を送った経験がある。学生時代、失恋で泣いていたときテレビのお笑い番組を観て思わず笑ってしまったことをきっかけに、芸人を志す。
就職活動ではアパレル業界や広告会社を受けるも不採用で、内定がもらえない状態で、2002年に日本大学商学部を卒業。
求人雑誌の営業のアルバイトを経て、楽天にアルバイトとして約2年間勤務した。楽天では、主に中古車店の営業を担当し、電話営業や楽天に出店するテナントのホームページ作成などを行っていた。楽天では社員になる勧めを受けていたものの、25歳で芸人になる決意をする事になる。
楽天を退職後、吉本総合芸能学院（NSC）へ入学。NSC東京校10期で、同期生にオリエンタルラジオ、はんにゃ、フルーツポンチなどがいた。2004年に同期生のたかしと「トレンディエンジェル」を結成。
2015年の『M-1グランプリ』にトレンディエンジェルとして出場し、優勝を果たす。以降、コンビのみならず単独でのバラエティ番組への出演が急増した。
2017年12月24日に、一般人女性との結婚を発表。2018年6月6日、第1子女児が誕生。2020年4月26日、夫人の第2子妊娠を報告。
2017年7月22日発売の人気女性ファッション誌『Ray』9月号（主婦の友社）から、専属モデルとして加入する。
2019年に東京・帝国劇場等で上演されるミュージカル『レ・ミゼラブル』のテナルディエ役に約100人の中からオーディションで選ばれる。
2020年10月8日、フジテレビの番組『でんじろうのTHE実験』のロケで負傷し、背骨の圧迫骨折と右手首捻挫で全治2-3か月と診断された。

## 人物・エピソード
- 斎藤が高校生の頃（当時17歳）、母親が乳癌により38歳で亡くなっており[1]、以後は父子家庭で育った[12][13]。弟と妹（母の逝去時に10歳）がいる[13]。
- 人見知りな性格で、高校時代は友人が少なかった[1][12][13]。
- 日大商学部では国際経営のゼミに入り、ゼミ長をやっていた[14]。社会や会社の仕組みに少し興味を持っていた。
- 学生時代は、鉄板焼き屋と喫茶店でホールの仕事のアルバイトをしていた[15]。「ホールの方がいろんな人を見れるなと思ったし、結構、下心もありましたね、かわいい女の子がいないかな、とか（笑）」と当時、そんな思いがあったという[16]。また当時の鉄板焼きのアルバイトは時給1200円で、夕方の5時から11時くらいまで週5でバイトして、月に12～13万円ほど稼げたという[17]。
- 日大商学部の学園祭には江頭（2:50）が来て、その芸はもうハンパなく過激で、歯止めがきかなった。それを見た斎藤は「おもしれぇ！」と思った[18]。次の年はカラテカが来て、それもまた「めちゃめちゃ、おもしれ～！」と思ったという[19]。
- 日大商学部のキャンパスの後ろにTMC（東京メディアシティ）があり、「裏にスタジオあるらしいぜ」、「ちょっと見に行こう！」と言って誰かとスタジオの前まで行ったら、建物から出てくる浜田雅功や香取慎吾を目撃したという[20]。
- 学生時代はファッションに夢中になり、バイトで得たお金は洋服代に使った[21]。
- 就職活動では、ルイ・ヴィトンやグッチなど名のある大手アパレル企業を受けて、中小企業は全然受けなかった。それで、結局、受けたところは全滅した[22]。
- その後、楽天のホームページで求人があるのを見つけて、楽天に最初、アルバイトで入った。その後、1年半ぐらいやったら「社員になりますか？」と聞かれたので、斎藤は「やめます。芸人になります」と答えたという[23]。
- 吉本坂46のデビューシングルおよび2ndシングルでは、スパイクの小川暖奈と共にWセンターを務めた[24][25]。
- トレンディエンジェルの時のみならず、薄毛をネタにすることがある。
- 歌唱力が高く、トレンディエンジェルがブレイクする前の2011年にフジテレビ系列のクイズ番組『クイズ!ヘキサゴンII』の『パフォーマンスクイズ どっちdeショー』のコーナーにおいて、出題者として出演していた事がある。
- 2016年1月1日放送の「芸能人格付けチェック 2016大予選会」（テレビ朝日系）では、出演した芸人27人のIQ検査が実施され、その中で斎藤司は IQ132という高い数値を出した[26]。なおこの芸人のIQ検査で数値がトップであったのは原西孝幸（FUJIWARA）で、その数値はIQ135であった。
- 2016年春からポメラニアン（オス、名は虎太郎）を飼い始めた。2016年10月31日放送、フジテレビ「しあわせが一番」に愛犬と出演。
- 2017年4月25日、東京ドームで行われた楽天対ロッテ戦の始球式で、斎藤司は楽天のユニホームを着てマウンドに登場し、始球式のボールを投げた[27]。またこの時、球場内では斎藤司は「楽天で2年働いた後に人気芸人になった」というアナウンスで紹介された。
- 2019年、「レ・ミゼラブル」のオーディションでは、斎藤は得意の歌唱力は披露せず、「一発ギャグ」を主にやってアピールした[28]。その時の斎藤によると、「宿屋の主人、テナルディエはひょうきんでお金をくすねとる役どころ」だからであるという。その後、斎藤はそのオーディションに合格した。
- 「レ・ミゼラブル」の歌稽古では、斎藤と親子役を演じた昆夏美は「斎藤の声がキレイ」と評価している[29]。
- 2022年7月17日の「行列のできる相談所」では、斎藤が自身の美声、歌唱力を披露して歌うと、スタジオの出演者たちは大絶賛し、大きな拍手をした[30]。
- 斎藤は「DA PUMP」のリーダーISSAを高く評価し、尊敬している[31]。2023年5月19日放送のNHKの「スイッチインタビュー」では、斎藤司とISSAとの対談が実現した。
- 持ちネタの「斎藤さんだぞ」は2016年の新語・流行語大賞の候補に上がったが、受賞には至らなかった。
- 大学卒業後社会人を経験してからデビューしているため、同い年あるいは年下の先輩が多い。
- 斎藤司は、「いつか起業したい」という思いは持っているが、「なにか具体的なビジョンがあるわけではない」、「ぼんやりしたもの」、「結局、なにをやるかが重要」、「つねづねビジネスチャンスは探っている」と語っている[32]。
- 2023年9月13日の「かまいガチ」（テレビ朝日）では、斎藤の同期芸人の奥田修二が自分の漫才スタイルに不安、悩みがあることを告白し、斎藤は、そんな奥田を励ますためにMr.Childrenの「GIFT」を歌った。そして、斎藤は涙して「絶対に大丈夫！」と励まして奥田に抱擁した[33]。
- 一時期競馬にはまっていたが、総計で1000万以上負けたと語っている[34]。

### 斎藤さんゲーム
合コンなど宴会の余興で行われるゲームの一つ。NTTドコモのコマーシャルで紹介され、人気を博した。ルールは「みのりかリズム4」を参照。

## 出演番組

### バラエティ・情報番組
レギュラー 
- カウントダウン E.T（MUSIC ON! TV、2013年7月 - 2014年3月）- バイト君として週替り出演
- くりぃむクイズ ミラクル9（テレビ朝日、2015年11月 - ）※出演開始当初 - 2016年9月は準レギュラー
- 直撃LIVE グッディ!（フジテレビ、2017年4月3日 - 2020年9月25日）- 金曜→月曜パネラー

### テレビドラマ
- 重版出来! 第4話（2016年5月3日、TBS） - 田町幹夫 役[37]
- 黒革の手帖 第1話（2017年、テレビ朝日） - 斎藤司 役（本人役）
- 民衆の敵〜世の中、おかしくないですか!?〜（2017年、フジテレビ）- 園田龍太郎 役[38]
- リズスタ -Top of Artists!-（2022年、テレビ東京） - 牛山田京介 役
- ゼイチョー〜「払えない」にはワケがある〜 第1話（2023年10月14日、日本テレビ） - 伊藤 役

### 映画
- ミックス。（2017年10月21日公開） - 石原 役

### 劇場アニメ
- それいけ!アンパンマン ロボリィとぽかぽかプレゼント（2023年） - ロボじい役

### 舞台
- ミュージカル『レ・ミゼラブル』（2019年、帝国劇場・御園座・梅田芸術劇場・博多座・札幌文化芸術劇場）- テナルディエ 役
- ミュージカル『レ・ミゼラブル』（2021年、帝国劇場・梅田芸術劇場・博多座・まつもと市民芸術館）- テナルディエ 役
- ミュージカル『ファンタスティックス』（2022年、シアタークリエ）- ハックルビー 役
- ミュージカル『マチルダ』（2023年、東急シアターオーブ・梅田芸術劇場）- ミスター・ワームウッド 役
- ミュージカル『レ・ミゼラブル』（2024年 - 2025年、帝国劇場・梅田芸術劇場・博多座・まつもと市民芸術館・札幌文化芸術劇場・高崎芸術劇場） - テナルディエ 役[39]

### ウェブテレビ
- HITOSHI MATSUMOTO presents ドキュメンタル（2016年、Amazonプライム・ビデオ） - シーズン1出演
- HITOSHI MATSUMOTO presents ドキュメンタル Documentary of Documental（2017年、Amazonプライム・ビデオ）- シーズン1出演
- アベマ大縁日〜人気番組勢ぞろい！神宮花火大会生中継で豪華プレゼント大放出SP〜（2018年8月11日、AbemaTV）[40]

### CM
- KIRIN「淡麗極上<生>」（2016年）[41]
- トヨタ自動車「ESQUIRE（エスクァイア）」（2016年）[42]
- アメリカンファミリー生命保険会社（アフラック）「病気やケガで働けなくなったときの給与サポート保険」（2016年）
- 明治うがい薬「歌っているカバさんは誰?Twitterキャンペーン」（2016年）
- 丸亀製麺（2018年）

### MV
- ソナーポケット「ONE-SIDED LOVE」（2016年5月18日） [43]
- 菅原卓郎「今夜だけ俺を」（2018年6月13日）[44]

### 吹き替え
- SING/シング（2017年） - グンター（声：ニック・クロール） 役[45]
- メン・イン・ブラック:インターナショナル（2019年） - ポーニィ（声：クメイル・ナンジアニ） 役[46]
- SING/シング: ネクストステージ（2022年） - グンター（声：ニック・クロール） 役[47]

### アニメ
- 紙兎ロペ（2022年） - グンター※声の出演[48]。

## 音楽
- ペリー来航 feat.トレンディエンジェル斎藤 - エグスプロージョンのアルバム「CD/E」の中でのコラボ曲。
- シェイク・イット・オフ - 映画「SING/シング」内で使われたコラボ楽曲。リース・ウィザースプーン & ニック・クロール（坂本真綾 & 斎藤司）

### 作詞・作曲
- KABUTO「one step」

### プロデュース
- COLOR CREATION(斎藤・GENKINGの「なんかやろう！」企画第1弾より)